# Liga dos Camponeses Pobres
A Liga dos Camponeses Pobres (LCP) é um movimento camponês atuante em todo o Brasil. Seu surgimento se dá após o Massacre de Corumbiara, quando parte do movimento camponês rompe com a direção do Movimento dos Sem-Terra (MST) conclamando os camponeses a romperem com a ideia de reforma agrária do governo e mobilizarem suas forças para uma transformação radical no campo.
A LCP diferencia-se das outras correntes do movimento camponês pois defende a ocupação dos latifúndios e início da produção assim que as terras estejam ocupadas. As decisões sobre a solução dos problemas e encaminhamentos do dia a dia das áreas onde atua a LCP são tomadas nas Assembleias do Poder Popular.
A LCP é acusada de ser uma organização guerrilheira. Porém, sua direção e apoiadores negam tais acusações e promovem campanhas nacionais pela libertação de dirigentes e ativistas presos.
Em agosto de 2008 a LCP realizou seu Quinto Congresso precedido de uma série de encontros que contaram com a participação de centenas de camponeses.  Mais recentemente teve várias de suas lideranças assassinadas.
Em outubro de 2020, o então presidente da República, Jair Bolsonaro publicou em suas redes sociais um vídeo de um embate entre militantes da LCP e policiais em Rondônia, acompanhado da frase “Tenho a minha opinião, qual a sua?", convocando a sociedade civil contra a organização. Dias depois, a localidade foi alvo de cerceamento policial e, segundo a própria LCP, ocorreram execuções e sequestros de integrantes do acampamento registrado na filmagem.

## História

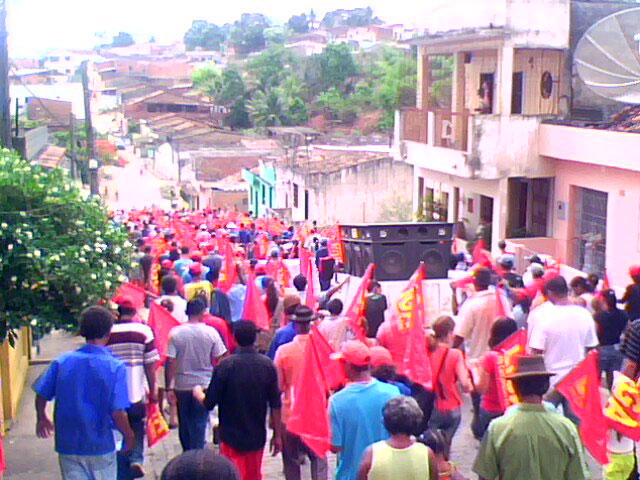
Centenas de camponeses da LCP são vistos num encontro de delegados da organização na região Nordeste, 2008.

Foi fundado em 1999 oficialmente, em Rondônia, seu surgimento se dá após o Massacre de Corumbiara, quando parte do movimento camponês rompe com a direção do Movimento dos Sem-Terra (MST) conclamando os camponeses a romperem com a ideia de reforma agrária do governo e mobilizarem suas forças para uma transformação radical no campo.
Em 17 de Fevereiro de 2022 liderança da Liga dos Camponeses Pobres Ilma Rodrigues dos Santos e seu marido Edson Lima Rodrigues foram assassinados com tiros na cabeça. Os corpos do casal estavam ao lado da caminhonete deles, que foi incendiada.

## Ideologia

Militantes anti-imperialistas irlandeses manifestam apoio à LCP em frente a embaixada brasileira em Dublin, 2020.

De acordo com a publicação Nosso Caminho, da LCP, o programa geral da organização traça os objetivos de uma revolução agrária no campo brasileiro para substituir os latifúndios por produção e estrutura coletivas. O programa geral é definido por 15 pontos:
1. O fim dos latifúndios; toda a terra para os lavradores
2. A terra com destinação social de acordo com os interesses da maioria do povo e da nação
3. Nacionalização da terra e das grandes empresas capitalistas rurais como objetivo final
4. Uma nova política agrícola e de crédito para tornar economicamente viável a pequena e média propriedade fundiária
5. A criação e promoção de agro-aldeias e aplicação industrial em todas as regiões rurais
6. A criação de um sistema de saúde com infraestrutura necessária no campo
7. A criação de um sistema educacional, uma escola de novo tipo, centrada na produção e na luta de classes
8. Organização social e política independente baseada na democracia direta das Assembleias Populares
9. Política especial para a região seca (semiárida) do Nordeste
10. Política especial para a região amazônica
11. Apoio à luta dos trabalhadores da cidade; fortalecer a aliança trabalhador/camponesa
12. Reconhecimento e apoio à autodeterminação das nações e povos indígenas
13. Fortalecer e desenvolver a ideologia/política das massas rumo à coletivização da terra como objetivo final
14. Uma nova economia, uma nova cultura, uma nova política de uma nova democracia e um novo Poder Democrático Popular
15. Solidariedade internacionalista com a luta dos povos contra o imperialismo e pelo progresso